# Parla mister Mulliner
Parla mister Mulliner (Mr Mulliner Speaking) è una raccolta di racconti in lingua inglese di  P. G. Wodehouse, pubblicata per la prima volta nel 1929. La raccolta è costituita da nove racconti, di ciascuno dei quali è protagonista un membro della famiglia Mulliner, introdotti da un solo narratore, Mr. Mulliner, frequentatore del club Anglers' Rest ("Il riposo dei Pescatori").

## Storia editoriale
Prima di essere raccolti in volume, i racconti sono apparsi su riviste britanniche o statunitensi. Furono pubblicati in volume nel 1930: il 21 febbraio uscì la raccolta pubblicata negli Stati Uniti da Doubleday, e il 30 aprile 1930 uscì l'edizione di Jenkins in Gran Bretagna.

## Racconti
- La corte di Arcibaldo (The Reverent Wooing of Archibald)

Pubblicato nella rivista statunitense Cosmopolitan del 3 luglio 1926 e nel mensile britannico The Strand Magazine dell'agosto 1928
- L'uomo che smise di fumare (The Man Who Gave Up Smoking)

Pubblicato in The Strand Magazine di marzo 1929 e nel settimanale statunitense Liberty del 23 marzo 1929
- La storia di Cedric (The Story of Cedric)

Pubblicato in The Strand Magazine di maggio 1929 e in Liberty dell'11 maggio 1929
- Le peripezie di Osbert Mulliner (The Ordeal of Osbert Mulliner)

Pubblicato in The Strand Magazine del dicembre 1928 e in Liberty del 24 novembre 1928
- Avvenimenti spiacevoli a Bludleigh Court (Unpleasantness at Bludleigh Court)

Pubblicato in The Strand Magazine del febbraio 1929 e in Liberty del 2 febbraio 1929
- Pericolo sul campo di golf (Those in Peril on the Tee)

Pubblicato in The Strand Magazine di giugno 1927 e in Liberty del 21 maggio 1927
- Qualche cosa di viscido (Something Squishy)

Pubblicato in The Strand Magazine di gennaio 1925 e nella rivista statunitense The Saturday Evening Post del 20 dicembre 1924
- La straordinaria letizia della madre (The Awful Gladness of the Mater)

Pubblicato in The Strand Magazine di maggio 1925 e in The Saturday Evening Post del 21 marzo 1925
- L'esperimento di Ambrogio (The Passing of Ambrose)

Pubblicato in The Strand Magazine di luglio 1928 e in Cosmopolitan di agosto 1928

## Edizioni
- P. G. Wodehouse, Mr Mulliner Speaking, London: Herbert Jenkins, 1930
- P. G. Wodehouse, Mr Mulliner Speaking, New York: Doubleday, 1930
- P. G. Wodehouse, Parla mr. Mulliner: Romanzo umoristico Inglese; traduzione di Alberto Tedeschi, Milano: Libreria Edit. Monanni, 1931
- P. G. Wodehouse, Parla mr. Mulliner: Romanzo umoristico Inglese; traduzione di Alberto Tedeschi, Milano: Bietti, stampa 1933
- Pelham Grenville Wodehouse, Il signor Mulliner racconta; traduzione di Mary Buckwell Gislon, Milano: Mursia, 1995, ISBN 88-425-1799-2
- P. G. Wodehouse, L'uomo che smise di fumare; traduzione di Silvia Piraccini, Parma: Guanda, 2010, ISBN 978-88-8246-987-0